# 이즈반도

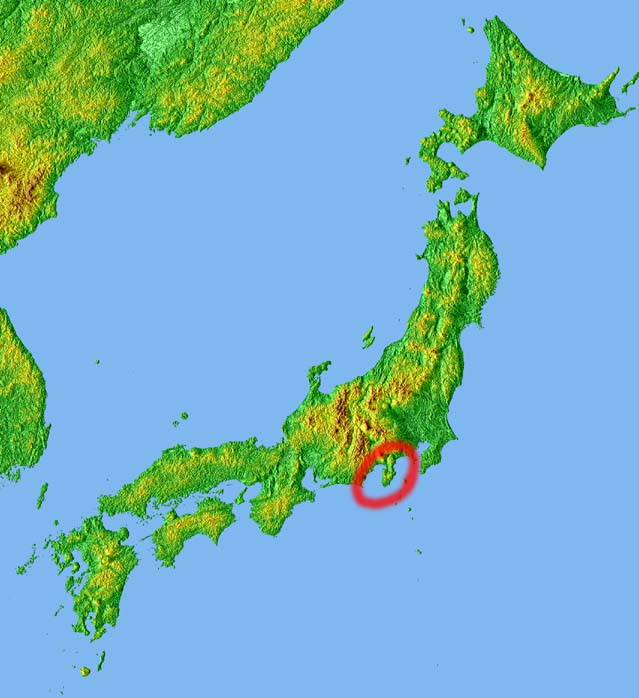
이즈반도의 위치

이즈반도(일본어: 伊豆半島, いずはんとう)는 시즈오카현 동쪽에 있는 반도이다.

## 지리
이즈반도는 필리핀판 위에 있다. 곳곳에 온천이 있다. 해안과 아마기산이 후지하코네이즈 국립공원으로 지정되었다. 민주당의 보수성향 중의원인 와타나베 슈가 하도 이 동네에서 국회의원을 오래 해먹어 와타나베 슈 반도라고도 한다.